# DART e ART
Con le sigle DART (Driven Ammunition Reduced Time of flight) e ART (Ammunition Reduced Time of flight), l'azienda Italiana Oto Melara ha identificato una nuova generazione di munizioni per il suo cannone navale 76/62 mm aventi la particolarità di possedere un'elevata velocità, una gittata estesa e nel caso della versione DART di un sistema di guida SACLOS (Semi-Automatic Command to Line of Sight) del tipo "Beam-Riding". La funzione principale di queste munizioni è quella antimissile, non a caso la Marina Militare Italiana ha selezionato l'accoppiata ART/DART + 76/62 mm come sistema CIWS per le unità navali di nuova generazione. Secondariamente possono essere utilizzati anche in funzione ASuW contro piccole unità di superficie.

## Caratteristiche
I proiettili ART/DART non sono realmente dei 76 mm, sono infatti sottocalibrati e vengono camerati come le normali munizioni APFSDS cioè tramite dei distanziali a perdere. La versione ART ha un diametro di 42 mm e nella forma ricorda un razzo a causa della forma affusolata e delle alette di coda, DART differisce nella forma per avere delle ulteriori alette canard azionate da micromotori che permettono alla munizione variazioni di traiettoria. Sono più leggeri di un normale proiettile da 76 mm, pesano infatti 3.4 kg, rispetto ad un proiettile tradizionale sono anche 1.5 volte più veloci. Il sistema di guida del DART è concettualmente abbastanza semplice, la nave illumina il bersaglio con un fascio radar, il proiettile manovra tramite le alette canard per mantenersi al centro di tale fascio. La gittata utile è di 8 km.